# Arthur Sanfourche
Arthur Sanfourche, Bordeus (Gironda); Nascut el 23 de febrer de 1898, es deia que fou executat el 1943, però va morir el 7 de juny de 1945 a Llemotges (era Vienne); mecànic d'aviació; resistent.
Mecànic d'avions de la base de Mérignac. Aquest era el mecànic de Louis Bastié, el pilot de proves. Després de morir en un accident d'avió el 1925, Arthur Sanfourche es va convertir en el mecànic de Maryse Bastié, l'esposa de Louis Bastié. El seu fill Jean-Joseph Sanfourche va ser un artista important